# Grayson (Oklahoma)
Grayson es un pueblo ubicado en el condado de Okmulgee en el estado estadounidense de Oklahoma. En el año 2010 tenía una población de 159 habitantes y una densidad poblacional de 54,83 personas por km².

## Geografía
Grayson se encuentra ubicado en las coordenadas 35°30′21″N 95°52′21″O / 35.50583, -95.87250 (35.505738, -95.872362).

## Demografía
Según la Oficina del Censo en 2000 los ingresos medios por hogar en la localidad eran de $20,208 y los ingresos medios por familia eran $24,375. Los hombres tenían unos ingresos medios de $20,250 frente a los $19,375 para las mujeres. La renta per cápita para la localidad era de $7,688. Alrededor del 22.3% de la población estaban por debajo del umbral de pobreza.